# Senglea
Senglea (ook wel Isla of L-Isla genoemd) is een schiereiland, stad en gemeente op het eiland Malta. Het vormt samen met Cospicua en Vittoriosa de zogenaamde Drie Steden. De stad wordt ook wel Citta Invicta (de onoverwinnelijke stad) genoemd, omdat hij de invasie van de Ottomanen wist tegen te houden tijdens het Beleg van Malta in 1565. De officiële naam van de stad, Senglea, is afgeleid van grootmeester Claude De La Sengle, die de stad bouwde.
Hoewel Senglea qua oppervlakte de kleinste stad van Malta is, heeft de stad een inwoneraantal van 3.500 (1995), waarmee het de dichtstbevolkte woonplaats van het land is. Rond het jaar 1900 woonden er zo'n 8200 personen, waarmee Senglea de dichtstbevolkte plaats van heel Europa was. Tijdens de Tweede Wereldoorlog vluchtten veel inwoners naar de omliggende plattelandsdorpen.
De basiliek van Senglea is gewijd aan Maria (Marija Bambina). Tijdens haar feestdag op 8 september wordt een groot dorpsfeest georganiseerd. Een tweede festa vindt plaats op de derde zondag van juni; dit feest wordt gevierd ter ere van Jezus.
In het centrum van de stad staat een beeld van Maria, getiteld Il Madonna Tan-Nofs (letterlijk "Onze Lieve Vrouwe van het Centrum"). Dit beeld werd geplaatst als dank voor het feit dat Senglea als enige stad niet was besmet met de pest.

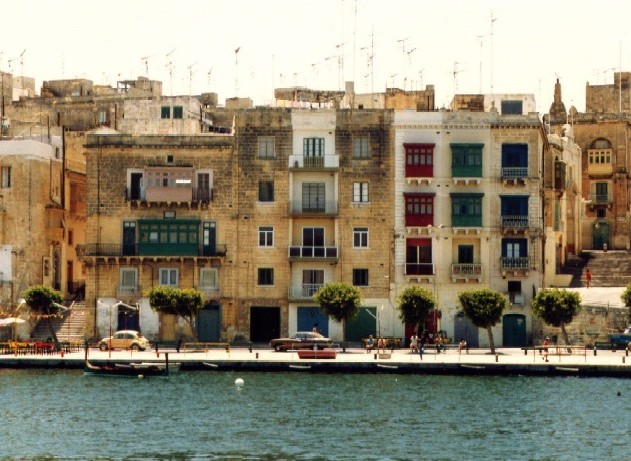
Senglea gezien vanuit de Grand Harbour